# Giulio Salvadori
Giulio Salvadori (Monte San Savino, Toskana, 14. rujna 1862. – Rim, Lacij, 7. listopada 1928.) bio je talijanski pjesnik, književni kritičar i pedagog.

## Životopis
Salvadori se školovao na Sveučilištu Sapienza u Rimu, gdje se sprijateljio s Gabrieleom D'Annunziom. Godine 1885. prešao je na rimokatoličanstvo, što je dovelo do razlaza s D'Annunziom.
Prvo je predavao u srednjim školama, a zatim je postao asistent na Sveučilištu u Rimu. Nikada nije bio redoviti profesor tamo, što je možda bilo zbog činjenice da su državne vlasti vršile takva imenovanja i bile su snažno antiklerikalne i nerado su imenovale intelektualne kršćane.
Godine 1923., otac Agostino Gemelli, novi kancelar Katoličkog sveučilišta u Milanu, nagovorio je Salvadorija da mu se pridruži, gdje je imenovan profesorom talijanskog jezika i književnosti, a kasnije je postao dekan Fakulteta humanističkih znanosti. Godine 1928. vratio se u Rim kao predsjednik Odbora za završne ispite, ali je iznenada umro 7. listopada. Pokopan je u crkvi Santa Maria in Aracoeli na Kapitolu.
Papa Pio X. povjerio je Salvadoriju reviziju Katekizma na talijanskom jeziku.
Njegova glavna djela uključuju Minime (1882.), Il Canzoniere civile (1889.) i Ricordi dell'Umile Italia (1918.).